# Symplocos barringtoniifolia
Symplocos barringtoniifolia är en tvåhjärtbladig växtart som beskrevs av August Brand. Symplocos barringtoniifolia ingår i släktet Symplocos och familjen Symplocaceae. Inga underarter finns listade i Catalogue of Life.